# Fístula de Cimino
Una fístula de Cimino, també fístula de Cimino-Brescia, és una fístula arteriovenosa (entre una artèria i una vena, abreujada AV o FAV), utilitzada per accés vascular per a hemodiàlisi. Normalment és una connexió creada quirúrgicament en la cara ventral de l'avantbraç, tot i que hi ha hagut fístules arteriovenoses adquirides que de fet no demostren connexió amb una artèria.